# Liste des médaillés olympiques en escalade
Voici la liste des médaillés et médaillées des épreuves d'escalade aux Jeux olympiques depuis leur introduction au programme en 2020.

## Combiné

### Hommes
| Édition                        | Or                        | Argent                  | Bronze               |
| ------------------------------ | ------------------------- | ----------------------- | -------------------- |
| Combiné                        |                           |                         |                      |
| Tokyo 2020 résultats détaillés | Alberto Ginés López (ESP) | Nathaniel Coleman (USA) | Jakob Schubert (AUT) |
| Combiné bloc-difficulté        |                           |                         |                      |
| Paris 2024 résultats détaillés | Toby Roberts (GBR)        | Sorato Anraku (JPN)     | Jakob Schubert (AUT) |

### Femmes
| Édition                        | Or                   | Argent                | Bronze              |
| ------------------------------ | -------------------- | --------------------- | ------------------- |
| Combiné                        |                      |                       |                     |
| Tokyo 2020 résultats détaillés | Janja Garnbret (SLO) | Miho Nonaka (JPN)     | Akiyo Noguchi (JPN) |
| Combiné bloc-difficulté        |                      |                       |                     |
| Paris 2024 résultats détaillés | Janja Garnbret (SLO) | Brooke Raboutou (USA) | Jessica Pilz (AUT)  |

## Vitesse

### Hommes
| Édition                        | Or                     | Argent        | Bronze              |
| ------------------------------ | ---------------------- | ------------- | ------------------- |
| Paris 2024 résultats détaillés | Veddriq Leonardo (INA) | Wu Peng (CHN) | Samuel Watson (USA) |

### Femmes
| Édition                        | Or                        | Argent            | Bronze                   |
| ------------------------------ | ------------------------- | ----------------- | ------------------------ |
| Paris 2024 résultats détaillés | Aleksandra Mirosław (POL) | Deng Lijuan (CHN) | Aleksandra Kałucka (POL) |